# Werner Jetter
Werner Jetter (* 4. Februar 1913 in Schorndorf; † 19. Juli 2004) war ein deutscher evangelisch-lutherischer Theologe.

## Leben und Wirken
Werner Jetter, Sohn von Maria Jetter, geborene Bader († vor 1986), und des Oberpostinspektors Hermann Jetter, war evangelisch, besuchte die Lateinschule in Schorndorf und danach die Evangelischen Seminare in Maulbronn und Blaubeuren. Er studierte von 1931 bis 1935 Evangelische Theologie in Tübingen und war anschließend an verschiedenen Stellen im Dienst der Evangelischen Landeskirche in Württemberg tätig. Seit 1931 war er Mitglied der Studentenverbindung Luginsland Tübingen. Weitere Studienorte waren Zürich und Marburg. 1935 begann er seine Tätigkeit als Vikar, 1942 die als Pfarrer. Im Jahr 1941 heiratete er Dora Rieß. Seinen Wehrdienst leistete er von 1939 bis 1945. Ab 1952 wirkte Jetter als Pfarrer in Stuttgart an der Gedächtniskirche, deren Neubau unter seiner Leitung errichtet wurde. 1952 wurde er in Tübingen mit der Untersuchung Studien zur Geschichte der kirchlichen Tauflehre von Augustin bis zum jungen Luther zum Dr. theol. promoviert.
Im Jahr 1961 wurde er als Nachfolger von Karl Fezer auf die ordentliche Professur für Praktische Theologie an der Universität Tübingen berufen, wo er ab 1970 Leiter des Instituts für Praktische Theologie war und bis zur Emeritierung 1978 lehrte. Daneben wirkte er von 1961 bis 1978 auch als Frühprediger an der Tübinger Stiftskirche. 
In seinen Veröffentlichungen bildete die Homiletik einen Schwerpunkt. Er war zudem Mitherausgeber der Monatsschrift für Pastoraltheologie und von Predigten für Jedermann.
Jetter hatte fünf Kinder (Margarete, Elisabeth, Gottfried, Christoph und Hanna).

## Schriften (Auswahl)
- Die Taufe beim jungen Luther. Eine Untersuchung über das Werden der reformatorischen Sakraments- und Taufanschauung. Mohr, Tübingen 1954.
- Warum verbirgst du dein Antlitz? Predigten über Hiob. 1955.
- Gedenkbuch der Gedächtniskirche. Staatliche Akademie der Bildenden Künste, Stuttgart 1963 (mit Holzschnitten der Künstlerin Wiltraud Jasper).
- Wem predigen wir? Notwendige Fragen an Prediger und Hörer. Calwer, Stuttgart 1964.
- Taufgeleit. 1965.
- Unterwegs mit dem Wort. Lesepredigten. Furche, Hamburg 1966.
- Wir rufen dich an. Gebete mit der Gemeinde. Furche, Hamburg 1967 (2. Auflage 1988).
- Christliche Tag- und Nachtgedanken. Furche, Hamburg 1967.
- Praktische Theologie. 1967.
- Über den Geist. Zwei Versuche, die christliche Rede vom Heiligen Geist verständlich zu machen. Mohr, Tübingen 1968.
- Was wird aus der Kirche? Beobachtungen, Fragen, Vorschläge. Kreuz, Stuttgart 1968; 2. Auflage: Gütersloher Verlagshaus, 1971.
- Homiletische Akupunktur. Teilnahmsvolle Notizen, die Predigt betreffend. Vandenhoeck & Ruprecht, Göttingen 1976.
- Symbol und Ritual. Anthropologische Elemente im Gottesdienst. Vandenhoeck & Ruprecht, Göttingen 1978; 2. Auflage 1986.
- Vertrauen lernen. Versuche, vom Glauben zu reden. Predigten. Vandenhoeck & Ruprecht, Göttingen 1981.